# Copa Libertadores da América de 1971
A Taça Libertadores da América de 1971 foi a 12.ª edição do principal torneio de clubes de futebol organizada pela Confederação Sul-Americana de Futebol (CONMEBOL). 
O Nacional do Uruguai conquistou o título pela primeira vez ao superar o Estudiantes de La Plata (Argentina) na final.

## Equipes classificadas
| País                                  | Equipe                 | Cidade         | Classificação                                  | Títulos              | Participação |
| ------------------------------------- | ---------------------- | -------------- | ---------------------------------------------- | -------------------- | ------------ |
| Argentina · (2 vagas + atual campeão) | Estudiantes            | La Plata       | Campeão da Copa Libertadores                   | 3 (1968, 1969, 1970) | 4ª           |
| Argentina · (2 vagas + atual campeão) | Boca Juniors           | Buenos Aires   | Campeão do Campeonato Argentino de 1970        | 0 (não possui)       | 5ª           |
| Argentina · (2 vagas + atual campeão) | Rosário Central        | Rosario        | Vice-campeão do Campeonato Argentino de 1970   | 0 (não possui)       | 1ª           |
| Bolívia · (2 vagas)                   | Chaco Petrolero        | La Paz         | Campeão do Campeonato Boliviano de 1970        | 0 (não possui)       | 1ª           |
| Bolívia · (2 vagas)                   | The Strongest          | La Paz         | Vice-campeão do Campeonato Boliviano de 1970   | 0 (não possui)       | 2ª           |
| Brasil · (2 vagas)                    | Fluminense             | Rio de Janeiro | Campeão do Campeonato Brasileiro de 1970       | 0 (não possui)       | 1ª           |
| Brasil · (2 vagas)                    | Palmeiras              | São Paulo      | Vice-campeão do Campeonato Brasileiro de 1970  | 0 (não possui)       | 3ª           |
| Chile · (2 vagas)                     | Colo-Colo              | Santiago       | Campeão do Campeonato Chileno de 1970          | 0 (não possui)       | 4ª           |
| Chile · (2 vagas)                     | Unión Española         | Santiago       | Vice-campeão do Campeonato Chileno de 1970     | 0 (não possui)       | 1ª           |
| Colômbia · (2 vagas)                  | Deportivo Cali         | Cali           | Campeão do Campeonato Colombiano de 1970       | 0 (não possui)       | 4ª           |
| Colômbia · (2 vagas)                  | Junior de Barranquilla | Barranquilla   | Vice-campeão do Campeonato Colombiano de 1970  | 0 (não possui)       | 1ª           |
| Equador · (2 vagas)                   | Barcelona de Guayaquil | Guayaquil      | Campeão do Campeonato Equatoriano de 1970      | 0 (não possui)       | 5ª           |
| Equador · (2 vagas)                   | Emelec                 | Guayaquil      | Vice-campeão do Campeonato Equatoriano de 1970 | 0 (não possui)       | 5ª           |
| Paraguai · (2 vagas)                  | Cerro Porteño          | Assunção       | Campeão do Campeonato Paraguaio de 1970        | 0 (não possui)       | 5ª           |
| Paraguai · (2 vagas)                  | Guaraní                | Assunção       | Vice-campeão do Campeonato Paraguaio de 1970   | 0 (não possui)       | 6ª           |
| Peru · (2 vagas)                      | Sporting Cristal       | Lima           | Campeão do Campeonato Peruano de 1970          | 0 (não possui)       | 4ª           |
| Peru · (2 vagas)                      | Universitario          | Lima           | Vice-campeão do Campeonato Peruano de 1970     | 0 (não possui)       | 7ª           |
| Uruguai · (2 vagas)                   | Nacional               | Montevidéu     | Campeão do Campeonato Uruguaio de 1970         | 0 (não possui)       | 8ª           |
| Uruguai · (2 vagas)                   | Peñarol                | Montevidéu     | Vice-campeão do Campeonato Uruguaio de 1970    | 3 (1960, 1961, 1966) | 11ª          |
| Venezuela · (2 vagas)                 | Deportivo Galicia      | Caracas        | Campeão do Campeonato Venezuelano de 1970      | 0 (não possui)       | 5ª           |
| Venezuela · (2 vagas)                 | Deportivo Italia       | Caracas        | Vice-campeão do Campeonato Venezuelano de 1970 | 0 (não possui)       | 5ª           |

## Fase de grupos

### Grupo 1
| Time             | Pts | J | V | E | D | GP | GC | SG |
| ---------------- | --- | - | - | - | - | -- | -- | -- |
| Universitario    | 9   | 6 | 3 | 3 | 0 | 8  | 4  | 4  |
| Rosário Central  | 7   | 6 | 3 | 1 | 2 | 11 | 8  | 3  |
| Sporting Cristal | 5   | 6 | 2 | 1 | 3 | 5  | 11 | -6 |
| Boca Juniors     | 3   | 6 | 1 | 1 | 4 | 4  | 5  | -1 |

|                  | BOC | RCE | SCR  | UNI |
| ---------------- | --- | --- | ---- | --- |
| Boca Juniors     | –   | 2-1 | 2-2* | x*  |
| Rosário Central  | x*  | –   | 4-0  | 2-2 |
| Sporting Cristal | 2-0 | 1-2 | –    | 0-0 |
| Universitario    | 0-0 | 3-2 | 3-0  | –   |

* Devido a incidentes durante a partida entre Boca Juniors e Sporting Cristal, a CONMEBOL declarou vitorioso o time peruano, eliminando o time argentino da competição e computando os pontos a seus adversários após o ocorrido.

### Grupo 2
| Time            | Pts | J | V | E | D | GP | GC | SG  |
| --------------- | --- | - | - | - | - | -- | -- | --- |
| Nacional        | 11  | 6 | 5 | 1 | 0 | 14 | 2  | +12 |
| Peñarol         | 7   | 6 | 3 | 1 | 2 | 14 | 6  | +8  |
| Chaco Petrolero | 3   | 6 | 1 | 1 | 4 | 5  | 9  | -4  |
| The Strongest   | 3   | 6 | 1 | 1 | 4 | 5  | 21 | -16 |

|                 | CPE | NAC | PEN | STR |
| --------------- | --- | --- | --- | --- |
| Chaco Petrolero | –   | 0-1 | 1-1 | 1-2 |
| Nacional        | 3-0 | –   | 2-1 | 5-0 |
| Peñarol         | 1-0 | 0-2 | –   | 9-0 |
| The Strongest   | 1-3 | 1-1 | 1-2 | –   |

### Grupo 3
| Equipe            | Pts | J | V | E | D | GP | GC | SG  |
| ----------------- | --- | - | - | - | - | -- | -- | --- |
| Palmeiras         | 10  | 6 | 5 | 0 | 1 | 13 | 5  | +8  |
| Fluminense        | 8   | 6 | 4 | 0 | 2 | 16 | 6  | +10 |
| Deportivo Italia  | 5   | 6 | 2 | 1 | 3 | 7  | 15 | -8  |
| Deportivo Galicia | 1   | 6 | 0 | 1 | 5 | 9  | 19 | -10 |

|                   | DGA | DIT | FLU | PAL |
| ----------------- | --- | --- | --- | --- |
| Deportivo Galicia | –   | 3-3 | 1-3 | 2-3 |
| Deportivo Italia  | 3-2 | –   | 0-6 | 0-3 |
| Fluminense        | 4-1 | 0-1 | –   | 1-3 |
| Palmeiras         | 3-0 | 1-0 | 0-2 | –   |

### Grupo 4
| Equipe         | Pts | J | V | E | D | GP | GC | SG |
| -------------- | --- | - | - | - | - | -- | -- | -- |
| Unión Española | 7   | 6 | 2 | 3 | 1 | 7  | 6  | +1 |
| Cerro Porteño  | 6   | 6 | 1 | 4 | 1 | 5  | 5  | 0  |
| Colo-Colo      | 6   | 6 | 2 | 2 | 2 | 6  | 7  | -1 |
| Guaraní        | 5   | 6 | 1 | 3 | 2 | 9  | 9  | 0  |

|                | CPO | COL | GUA | UES |
| -------------- | --- | --- | --- | --- |
| Cerro Porteño  | –   | 0-0 | 1-1 | 2-1 |
| Colo-Colo      | 1-0 | –   | 3-2 | 1-2 |
| Guaraní        | 2-2 | 2-0 | –   | 1-1 |
| Unión Española | 0-0 | 1-1 | 2-1 | –   |

### Grupo 5
| Equipe                 | Pts | J | V | E | D | GP | GC | SG |
| ---------------------- | --- | - | - | - | - | -- | -- | -- |
| Barcelona de Guayaquil | 7   | 6 | 3 | 1 | 2 | 8  | 6  | +2 |
| Emelec                 | 7   | 6 | 2 | 3 | 1 | 6  | 4  | +2 |
| Deportivo Cali         | 6   | 6 | 3 | 0 | 3 | 8  | 7  | +1 |
| Junior de Barranquilla | 4   | 6 | 1 | 2 | 3 | 4  | 9  | -5 |

|                        | BSC | DCA | EME | JUN |
| ---------------------- | --- | --- | --- | --- |
| Barcelona de Guayaquil | –   | 1-0 | 0-1 | 3-1 |
| Deportivo Cali         | 3-1 | –   | 1-0 | 2-0 |
| Emelec                 | 1-1 | 3-1 | –   | 1-1 |
| Junior de Barranquilla | 0-2 | 2-1 | 0-0 | –   |

| Jogo Desempate |                        |         |         |         |                        |           |
| Data           | Partida                | Partida | Partida | Público | Estádio                | Cidade    |
| 31/03          | Barcelona de Guayaquil | 3-0     | Emelec  | 50.000  | Modelo Alberto Spencer | Guayaquil |

## Semi-final

### Chave  A
| Equipe        | Pts | J | V | E | D | GP | GC | SG |
| ------------- | --- | - | - | - | - | -- | -- | -- |
| Nacional      | 7   | 4 | 3 | 1 | 0 | 9  | 1  | +8 |
| Palmeiras     | 4   | 4 | 2 | 0 | 2 | 3  | 4  | -1 |
| Universitario | 1   | 4 | 0 | 1 | 3 | 4  | 5  | -1 |

|               | NAC | PAL | UNI |
| ------------- | --- | --- | --- |
| Nacional      | –   | 3-1 | 3-0 |
| Palmeiras     | 0-3 | –   | 3-0 |
| Universitario | 0-0 | 1-2 | –   |

### Chave  B
| Equipe                 | Pts | J | V | E | D | GP | GC | SG |
| ---------------------- | --- | - | - | - | - | -- | -- | -- |
| Estudiantes            | 6   | 4 | 3 | 0 | 1 | 4  | 2  | +2 |
| Barcelona de Guayaquil | 4   | 4 | 2 | 0 | 2 | 3  | 4  | -1 |
| Unión Española         | 2   | 4 | 1 | 0 | 3 | 4  | 5  | -1 |

|                        | BSC | ELP | UES |
| ---------------------- | --- | --- | --- |
| Barcelona de Guayaquil | –   | 0-1 | 1-0 |
| Estudiantes            | 0-1 | –   | 2-1 |
| Unión Española         | 3-1 | 0-1 | –   |

## Final
| Time        | Pts | J | V | E | D | GP | GC | SG |
| ----------- | --- | - | - | - | - | -- | -- | -- |
| Nacional    | 4   | 3 | 2 | 0 | 1 | 3  | 1  | +2 |
| Estudiantes | 2   | 3 | 1 | 0 | 2 | 1  | 3  | -2 |

| Data           | Partida     | Partida | Partida     | Público | Estádio            | Cidade     |
| -------------- | ----------- | ------- | ----------- | ------- | ------------------ | ---------- |
| 26/05          | Estudiantes | 1-0     | Nacional    | 30.000  | Jorge Luis Hirschi | La Plata   |
| 02/06          | Nacional    | 1-0     | Estudiantes | 70.000  | Centenário         | Montevidéu |
| Jogo Desempate |             |         |             |         |                    |            |
| 09/06          | Nacional    | 2-0     | Estudiantes | 41.000  | Nacional José Diaz | Lima       |

| Libertadores 1971            |
| ---------------------------- |
| NACIONAL Campeão (1º título) |

## Classificação Geral
| Pos | Times                  | P  | J  | V  | E | D | GP | GC | SG  | Resultado     |
| --- | ---------------------- | -- | -- | -- | - | - | -- | -- | --- | ------------- |
| 1   | Nacional               | 22 | 13 | 10 | 2 | 1 | 26 | 4  | +22 | Campeão       |
| 2   | Estudiantes            | 8  | 7  | 4  | 0 | 3 | 5  | 5  | 0   | Vice campeão  |
| 3   | Palmeiras              | 14 | 10 | 7  | 0 | 3 | 16 | 9  | +7  | Semifinal     |
| 4   | Barcelona de Guayaquil | 11 | 10 | 5  | 1 | 4 | 11 | 10 | +1  | Semifinal     |
| 5   | Universitario          | 10 | 10 | 3  | 4 | 3 | 12 | 9  | +3  | Semifinal     |
| 6   | Unión Española         | 9  | 10 | 3  | 3 | 4 | 11 | 11 | 0   | Semifinal     |
| 7   | Fluminense             | 8  | 6  | 4  | 0 | 2 | 16 | 6  | +10 | Primeira Fase |
| 8   | Peñarol                | 7  | 6  | 3  | 1 | 2 | 14 | 6  | +8  | Primeira Fase |
| 9   | Rosário Central        | 7  | 6  | 3  | 1 | 2 | 11 | 8  | +3  | Primeira Fase |
| 10  | Emelec                 | 7  | 6  | 2  | 3 | 1 | 6  | 4  | +2  | Primeira Fase |
| 11  | Deportivo Cali         | 6  | 6  | 3  | 0 | 3 | 8  | 7  | +1  | Primeira Fase |
| 12  | Cerro Porteño          | 6  | 6  | 1  | 4 | 1 | 5  | 5  | 0   | Primeira Fase |
| 13  | Colo-Colo              | 6  | 6  | 2  | 2 | 2 | 6  | 7  | -1  | Primeira Fase |
| 14  | Guaraní                | 5  | 6  | 1  | 3 | 2 | 9  | 9  | 0   | Primeira Fase |
| 15  | Sporting Cristal       | 5  | 6  | 2  | 1 | 3 | 5  | 11 | -6  | Primeira Fase |
| 16  | Deportivo Italia       | 5  | 6  | 2  | 1 | 3 | 7  | 15 | -8  | Primeira Fase |
| 17  | Junior de Barranquilla | 4  | 6  | 1  | 2 | 3 | 4  | 9  | -5  | Primeira Fase |
| 18  | Boca Juniors           | 3  | 6  | 1  | 1 | 4 | 4  | 5  | -1  | Primeira Fase |
| 19  | Chaco Petrolero        | 3  | 6  | 1  | 1 | 4 | 5  | 9  | -4  | Primeira Fase |
| 20  | The Strongest          | 3  | 6  | 1  | 1 | 4 | 5  | 21 | -16 | Primeira Fase |
| 21  | Deportivo Galicia      | 1  | 6  | 0  | 1 | 5 | 9  | 19 | -10 | Primeira Fase |